# ألكسندر (اسم)
ألكسندر (بالإنجليزية: Alexander) (باللغة اليونانية Αλέξανδρος ألكسندروس) هو اسم علم شخصي مذكر من أصل يوناني، تعود شهرته نسبةً للقائد اليوناني إسكندر الأكبر، ولهذا الاسم أشكال أخرى مثل أليكس وأليس وألكسندرا وبالعربية يلفظ إسكندر، ويعتبر من أكثر الأسماء المنتشرة في الغرب في الدول الأنجلوسكسونية والدول السلافية، معنى هذا الاسم هو المدافع أو حامي الرجل.

## الشخصيات
- الكسندر زابيناس حاكم سلوقي في سوريا
- ألكسندر نيفيسكي قديس روسي
- ألكسندر الأول إمبراطور روسيا
- ألكسندر الثاني إمبراطور روسيا
- ألكسندر الثالث إمبراطور روسيا
- ألكسندر الأول ملك صربيا
- ألكسندر يوحنا كوزا أمير مولدوفا
- ألكسندر الأول ملك اليونان
- الكسندر الأول ملك يوغسلافيا
- ألكسندر الأول (بابا)
- ألكسندر الثاني بابا
- البابا ألكسندر الثالث بابا
- ألكسندر السادس بابا
- ألكسندر السابع بابا
- ألكسندروس الأول (بابا الإسكندرية)
- ألكسندروس الثاني (بابا الإسكندرية)
- ألكسندر كاريلين مصارع روسي
- ألكسندر ميدفيد مصارع بيلاروسي سوفييتي
- ألكسندر بوبوف سباح روسي
- ألكسندر ديتياتين لاعب جمباز روسي
- ألكسندر فلمنج طبيب أسكتلندي
- ألكسندر ريبو سياسي فرنسي
- ألكسندر أليخين لاعب شطرنج روسي فرنسي
- الكسندر باتو لاعب كرة قدم برازيلي
- ألكسندر أفاناسيف كاتب روسي
- ألكسندر ألكسندروف ملحن روسي
- ألكسندر أمير ألماني
- ألكسندر أباشيلي كاتب جورجي
- ألكسندر ألكسندروفيتش بوجدانوف فيلسوف روسي
- ألكسندر آرتشيبنكو رسام ونحات أمريكي أوكراني
- ألكسندر إباتوف لاعب شطرنج أوكراني تركي
- ألكسندر إيمانويل أغاسيز كيميائي سويسري أمريكي
- ألكسندر بوشكين شاعر روسي
- ألكسندر بوب شاعر إنجليزي
- ألكسندر بورودين كيميائي روسي
- ألكسندر بونجي عالم نبات ومستكشف ألماني
- ألكسندر بليافسكي لاعب شطرنج أوكراني
- ألكسندر بلوك شاعر روسي
- ألكسندر بيركمان ناشط شيوعي لاسلطوي أمريكي ليتواني
- ألكسندر بوتليروف كيميائي روسي
- ألكسندر بوكريشكين طيار عسكري روسي سوفيتي
- ألكسندر بولجيفيتش لاعب كرة قدم مونتينيغري
- ألكسندر بيشوشكين لاعب شطرنج ومجرم روسي
- ألكسندر بيرنز رحالة بريطاني
- ألكسندر تيخونوف لاعب بياثلون روسي
- ألكسندر تود كيميائي بريطاني
- ألكسندر تيتي لاعب كرة قدم نرويجي غاني
- ألكسندر تروتشينو سياسي أوكراني
- ألكسندر تونيف لاعب كرة قدم بلغاري
- ألكسندر ثيوفيل فانديرموند رياضياتي فرنسي
- ألكسندر غراهام بيل مخترع أمريكي كندي أسكتلندي
- ألكسندر جرين كاتب روسي
- ألكسندر جيميجناني لاعب كرة سلة برازيلي
- ألكسندر جوتليب بومجارتن فيلسوف ألماني
- ألكسندر خليفمان لاعب شطرنج روسي
- ألكسندر دوبتشيك سياسي سلوفاكي
- ألكسندر دوما روائي فرنسي
- ألكسندر دولغوبولوف لاعب كرة مضرب أوكراني
- ألكسندر ديسبلا موسيقي فرنسي
- ألكسندر دوفجنكو سياسي أوكراني سوفيتي
- ألكسندر دارسي ممثل أمريكي مصري
- ألكسندر دوماس الابن روائي وكاتب فرنسي
- ألكسندر دوغين عالم سياسة روسي
- ألكسندر راغولين لاعب هوكي جليد روسي سوفيتي
- ألكسندر رادوسافلييفيتش لاعب كرة قدم سلوفيني
- ألكسندر روجينكو مصور فوتوغرافي روسي سوفيتي
- ألكسندر روندون لاعب كرة قدم فنزويلي
- ألكسندر سولجنيتسين روائي روسي
- ألكسندر ستوب سياسي فنلندي
- ألكسندر سيلكيرك بحار أسكتلندي
- ألكسندر سامسونوف قائد عسكري روسي
- ألكسندر شيليغا لاعب كرة قدم تشيكي سلوفيني
- ألكسندر صديق ممثل إنجليزي سوداني
- ألكسندر صاروخان رسام كاريكاتير مصري
- ألكسندر علييف لاعب كرة قدم أوكراني
- ألكسندر غروتينديك رياضياتي فرنسي ألماني
- ألكسندر غورياينوف لاعب كرة قدم أوكراني
- ألكسندر غوردون لينغ مستكشف أسكتلندي
- ألكسندر فريدمان فلكي روسي
- ألكسندر فراي لاعب كرة قدم سويسري
- ألكسندر فون هومبولت عالم نبات ألماني
- ألكسندر فاسيليفسكي قائد عسكري روسي سوفيتي
- ألكسندر فيلابلان لاعب كرة قدم فرنسي
- ألكسندر كاريلين مصارع روسي
- ألكسندر كوتشر لاعب كرة قدم أوكراني
- ألكسندر كيرينسكي سياسي روسي أمريكي
- ألكسندر كولتشاك بحار روسي
- ألكسندر كويري مؤرخ روسي فرنسي
- ألكسندر كالدر نحات أمريكي
- ألكسندر كولاروف لاعب كرة قدم صربي
- ألكسندر كوكورين لاعب كرة قدم روسي
- ألكسندر كيرزهاكوف لاعب كرة قدم روسي
- ألكسندر لوكوفيتش لاعب كرة قدم صربي
- ألكسندر ليابونوف رياضياتي روسي
- ألكسندر لوكاشينكو رئيس بيلاروسيا الحالي
- ألكسندر ليبيد سياسي وقائد عسكري روسي
- ألكسندر لاكازيت لاعب كرة قدم فرنسي
- ألكسندر ليتفينينكو جاسوس روسي سوفيتي بريطاني
- ألكسندر لي أوزيبيو مغني كوري جنوبي
- ألكسندر ميلران سياسي فرنسي
- ألكسندر مادلونغ لاعب كرة قدم ألماني
- ألكسندر موروزيفيتش لاعب شطرنج روسي
- ألكسندر منشكوف قائد عسكري روسي
- ألكسندر ماكينزي مستكشف كندي
- ألكسندر ميركل لاعب كرة قدم ألماني كازاخستاني
- ألكسندر ميلوشيفيتش لاعب كرة قدم سويدي
- ألكسندر نيفيسكي حاكم روسي
- ألكسندر هيغ سياسي أمريكي
- ألكسندر هاميلتون سياسي أمريكي
- ألكسندر هليب لاعب كرة قدم بيلاروسي
- ألكسندر هيرزن كاتب روسي
- ألكسندر وود لاعب كرة قدم أمريكي أسكتلندي
- ألكسندر ياشفيلي لاعب كرة قدم جورجي
- ألكسندر ياكوبسن لاعب كرة قدم دنماركي مصري
- آليكسندر نوكس ممثل كندي
- الكسندر بروخروف فيزيائي روسي
- الكسندر لودفيج ممثل كندي
- الكسندر ريباك مغني نرويجي
- الكسندر جولد ممثل أمريكي
- الكسندر بالاس حاكم سلوقي
- الكسندر بوليهستر عالم إغريقي رومي
- الكسندر جلازونوف ملحن روسي
- الكسندر جودنوف ممثل أمريكي روسي
- الكسندر جونزالز لاعب كرة قدم فنزويلي
- ألكسندر خلوبونين سياسي روسي
- الكسندر سكارسجارد ممثل سويدي
- الكسندر مويسيو ممثل نمساوي
- أليكساندر أنيوكوف لاعب كرة قدم روسي
- أليكساندر بونوماريف لاعب كرة قدم سوفيتي
- أليكساندر بيا لاعب كرة قدم نمساوي
- أليكساندر بوتنر لاعب كرة قدم هولندي
- أليكساندر سونغ لاعب كرة قدم كاميروني
- أليكساندر سوفوروف حاكم ألماني روسي
- أليكساندر سكريابين ملحن روسي
- أليكساندر فينسل لاعب كرة قدم سلوفاكي
- أليكساندر فينوكوروف دراج رياضي كازاخستاني
- ألكساندر ميخيا لاعب كرة قدم كولومبي
- ألكساندر زافاروف لاعب ومدرب كرة قدم أوكراني سوفيتي
- ألكساندر أنكفاب سياسي أبخازي
- ألكساندر ترينانيتش لاعب كرة قدم يوغسلافي صربي
- ألكساندر تشيفادزه لاعب كرة قدم جورجي سوفيتي
- ألكساندر جوريتش لاعب كرة قدم سنغافوري
- ألكساندر زرنياتنسكي لاعب كرة قدم بلجيكي
- ألكساندر غينريخ لاعب كرة قدم أوزبكستاني
- ألكساندر فاسوسكي لاعب كرة قدم مقدوني
- ألكساندر كلفز مغني ألماني
- ألكساندر موستوفوي لاعب كرة قدم روسي
- ألكساندر ميتروفيتش لاعب كرة قدم صربي بلجيكي
- ألكساندر وورز سائق فومولا ون نمساوي
- أليكسندر فيرغسون مدرب كرة قدم أسكتلندي
- ألكسندر بالدوين ممثل أمريكي
- ألكسندر علوم ممثل عراقي

### شخصيات خيالية
- ألكساندر ماهون إحدى شخصيات بريزون بريك